# Церадз-Косьцельни
Церадз-Косьцельни (пол. Ceradz Kościelny) — село в Польщі, у гміні Тарново-Подґурне Познанського повіту Великопольського воєводства.
Населення — 510 осіб (2011).
У 1975-1998 роках село належало до Познанського воєводства.

## Демографія
Демографічна структура станом на 31 березня 2011 року:
|          | Загалом | Допрацездатний вік | Працездатний вік | Постпрацездатний вік |
| -------- | ------- | ------------------ | ---------------- | -------------------- |
| Чоловіки | 250     | 52                 | 181              | 17                   |
| Жінки    | 260     | 60                 | 164              | 36                   |
| Разом    | 510     | 112                | 345              | 53                   |